# Eria affinis
Eria affinis är en orkidéart som beskrevs av William Griffiths. Eria affinis ingår i släktet Eria och familjen orkidéer. Inga underarter finns listade i Catalogue of Life.